# Saison 2016-2017 de l'Olympique de Marseille
Maillots
Chronologie
Saison précédente Saison suivante
La saison 2016-2017 de l'Olympique de Marseille est la soixante-septième saison du club provençal en première division du championnat de France, la vingt-et-unième consécutive au sein de l'élite du football français.

## Préparation d'avant-saison
La reprise de l'entraînement débute le 1er juillet. Les Olympiens doivent se préparer à six matchs amicaux contre le FC Lausanne Sport (Raiffeisen Super League), face à Nîmes Olympique (Ligue 2), contre l'Ajax Amsterdam (à Béziers) (Eredivisie), face au DSC Arminia Bielefeld (Bundesliga 2), contre le Gérone FC (Liga Adelante) et enfin face à l'US Palerme (Série A). Mais les Phocéens participent également à l'Happy Bet Cup où ils jouent deux matchs de 45 minutes soit contre Alemannia Aachen, soit face au FC Cologne ou contre le Málaga CF. Le groupe olympien retenu est le suivant :
- Gardiens : Escales, Pelé, Samba
- Défenseurs : Aloé, Bedimo, Doria, Kamara, Nlate, Rolando, Rekik, Sakai, Sané, Sparagna
- Milieux : Cabella, Khaoui, Lopez, Sarr, Tuiloma, Zambo-Anguissa
- Attaquants : Alessandrini, Nkoudou, Porsan-Clemente, Rabillard

| Date             | Compétition amicale | Adversaire                | Lieu | Score                | But(s) marqué(s)                 | But(s) encaissé(s)                  | Public |
| ---------------- | ------------------- | ------------------------- | ---- | -------------------- | -------------------------------- | ----------------------------------- | ------ |
| 12 juillet 2016  | Amical              | FC Lausanne-Sport         | Dom. | 1-2                  | Khaoui 67e                       | Margiotta 33e Torres Tejada 44e     | 3 000  |
| 15 juillet 2016  | Amical              | Nîmes Olympique           | Ext. | 1-0                  | Cabella 54e                      |                                     | 6 285  |
| 20 juillet 2016  | Amical              | Ajax Amsterdam            | Dom. | 2-2                  | Sarr 60e (pen.) Alessandrini 62e | Cassiera 7e Van de Beek 86e         | 5 000  |
| 24 juillet 2016  | Happy Bet Cup       | Alemannia Aachen (45 min) | Ext. | 0-0 4 à 2 aux t.a.b. |                                  |                                     | 11 000 |
| 24 juillet 2016  | Happy Bet Cup       | 1. FC Cologne (45 min)    | Ext. | 2-1                  | Rolando 23e                      | Rudnevs 20e Bittencourt 31e         | 11 000 |
| 30 juillet 2016  | Amical              | Arminia Bielefeld         | Ext. | 1-0                  |                                  | Klos 63e                            | 2 700  |
| 3 août 2016      | Trophée Costa Brava | Gérone FC                 | Ext. | 2-1                  | Khaoui 39e Lopez 80e             | Hubočan 15e (csc)                   | 4 122  |
| 6 août 2016      | Amical              | US Palerme                | Ext. | 1-1                  | Leya Iseka 88e (pen.)            | Embalo 57e                          | 7 000  |
| 2 septembre 2016 | Amical              | Standard Liège            | Ext. | 3-0                  |                                  | Emond 29e Edmilson 51e Belfodil 70e | 4 000  |

## Transferts

### Mercato d'été
Durant le mois de juin, l'Olympique de Marseille voit partir Nicolas Nkoulou en fin contrat vers l'Olympique lyonnais. De plus, l'OM annonce les départs de Steve Mandanda, Michy Batshuayi avant la fin de saison 2015-2016,. Ils font l'objet de transferts respectivement vers Crystal Palace pour le portier marseillais et Chelsea pour le buteur belge,.
Pour compenser les départs de ces joueurs cadres de ces dernières saisons, l'OM décide dans un premier temps de recruter des joueurs libres en recrutant l'ancien lyonnais Henri Bedimo et le japonais Hiroki Sakai en défense,.

## Faits marquants de la saison
Après plusieurs semaines de négociations, le club officialise le rachat de l’OM par l’homme d’affaires américain Frank McCourt le 17 octobre 2016. Le magnat américain, originaire de Boston, débourse près de 45 millions d'euros pour devenir le nouvel actionnaire majoritaire du club. Ce nouvel élan se poursuit avec la nomination de Jacques-Henri Eyraud à la présidence du directoire du club. Le 20 octobre 2016, Rudi Garcia devient l'entraîneur du club en lieu et place de Franck Passi. Le 27 octobre 2016, l'acte II de l'« OM Champions Project » se traduit par l'arrivée de l'Espagnol Andoni Zubizarreta au poste de directeur sportif. Après le mercato hivernal, où notamment l'international français Dimitri Payet est recruté, les hommes de Rudi Garcia finissent à la cinquième position juste derrière l'Olympique lyonnais. Néanmoins, cette saison est marquée par de cinglantes défaites face aux poids lourds du championnat que ce soit contre l'AS Monaco à trois reprises (4-0, puis 1-4 en Ligue 1 ; 3-4 en Coupe de France) ou contre le Paris Saint-Germain (1-5) au match retour.

## Systèmes de jeu
| \| Y. Pelé Sakai Hubocan Doria Bedimo Lass Vainqueur B. Sarr Cabella Thauvin Gomis Entr. : F. Passi \| Premier système de jeu utilisé · (4-2-3-1) |
| Y. Pelé Sakai Hubocan Doria Bedimo Lass Vainqueur B. Sarr Cabella Thauvin Gomis Entr. : F. Passi                                                  |

| Y. Pelé Sakai Hubocan Doria Bedimo Lass Vainqueur B. Sarr Cabella Thauvin Gomis Entr. : F. Passi |

| \| Y. Pelé Sakai Fanni Rolando Evra Vainqueur Sanson Lopez Payet Thauvin Gomis Entr. : Garcia \| Deuxième système de jeu utilisé · (4-3-3) |
| Y. Pelé Sakai Fanni Rolando Evra Vainqueur Sanson Lopez Payet Thauvin Gomis Entr. : Garcia                                                 |

| Y. Pelé Sakai Fanni Rolando Evra Vainqueur Sanson Lopez Payet Thauvin Gomis Entr. : Garcia |

## Compétitions
L'Olympique de Marseille participe pour la soixante-septième fois dans son histoire au championnat de France, qui en est à sa soixante-dix-septième édition, et il s'agit de sa vingt-et-unième participation consécutive depuis sa remontée en Division 1 1996-1997. L'OM a gagné neuf fois le championnat soit un trophée de moins que l'AS Saint-Étienne et un de plus que le FC Nantes.
Le club marseillais participe à l'ensemble des éditions de la coupe de France et de la coupe de la Ligue depuis la création de ces deux compétitions, respectivement en 1917-1918 et en 1994-1995. L'OM s'engage ainsi dans sa quatre-vingt-onzième coupe de France, gagnée dix fois, et sa vingt-troisième coupe de la Ligue, remportée trois fois,.

### Championnat
La Ligue 1 2016-2017 est la soixante-dix-septième édition du championnat de France de football et la quinzième sous l'appellation « Ligue 1 ». L'épreuve est disputée par vingt clubs réunis dans
un seul groupe et se déroulant par matches aller et retour, soit une série de trente-huit rencontres. Les meilleurs de ce championnat se qualifient pour les coupes d'Europe, les trois premiers en Ligue des champions et le quatrième en Ligue Europa. À l'inverse, les deux derniers de la compétition sont rétrogradés à l'échelon inférieur en Ligue 2 et le 18e joue un barrage contre le 3e de la division inférieure.

#### Classement
| Rang | Équipe                 | Pts | J  | G  | N  | P  | Bp | Bc | Diff | Qualification ou relégation                                                     |
| ---- | ---------------------- | --- | -- | -- | -- | -- | -- | -- | ---- | ------------------------------------------------------------------------------- |
| 3    | OGC Nice               | 78  | 38 | 22 | 12 | 4  | 63 | 36 | +27  | Qualification pour le troisième tour de qualification de la Ligue des champions |
| 4    | Olympique lyonnais     | 67  | 38 | 21 | 4  | 13 | 77 | 48 | +29  | Qualification pour la phase de groupes de la Ligue Europa                       |
| 5    | Olympique de Marseille | 62  | 38 | 17 | 11 | 10 | 57 | 41 | +16  | Qualification pour le troisième tour de qualification de la Ligue Europa        |
| 6    | Girondins de Bordeaux  | 59  | 38 | 15 | 14 | 9  | 53 | 43 | +10  | Qualification pour le troisième tour de qualification de la Ligue Europa        |
| 7    | FC Nantes              | 51  | 38 | 14 | 9  | 15 | 40 | 54 | −14  |                                                                                 |

## Statistiques

### Buteurs

#### Ligue 1
| Classement (club) | Classement (Ligue 1) | Joueur          | Poste     | Nombre total de buts | ...dont penaltys | Un but toutes les ... |
| ----------------- | -------------------- | --------------- | --------- | -------------------- | ---------------- | --------------------- |
| 1er               | 4e                   | Bafétimbi Gomis | Attaquant | 20                   | 3                | 130 min (1er)         |
| 2e                | 6e                   | Florian Thauvin | Attaquant | 15                   | 1                | 197 min (2e)          |
| 3e                | 66e                  | Morgan Sanson   | Milieu    | 4                    | 0                | 775 min               |
| 4e                | 74e                  | Dimitri Payet   | Attaquant | 4                    | 0                | 311 min               |
| 5e                | 78e                  | Clinton N'Jie   | Attaquant | 4                    | 0                | 256 min (3e)          |
| 6e                | 83e                  | Rolando         | Défenseur | 4                    | 0                | 654 min               |
| 7e                | 90e                  | Maxime Lopez    | Milieu    | 3                    | 0                | 724 min               |
| 8e                | 124e                 | Rémy Cabella    | Milieu    | 2                    | 0                | 785 min               |
| 9e                | 220e                 | Patrice Evra    | Défenseur | 1                    | 0                | 868 min               |
| 10e               | 227e                 | Doria           | Défenseur | 1                    | 0                | 1372 min              |
| 11e               | 237e                 | Grégory Sertic  | Milieu    | 1                    | 0                | 2019 min              |
| 12e               | 242e                 | Rod Fanni       | Défenseur | 1                    | 0                | 2396 min              |

#### Toutes compétitions confondues
| Classement | Joueur           | Poste     | Nombre total de buts | ...dont penaltys |
| ---------- | ---------------- | --------- | -------------------- | ---------------- |
| 1er        | Bafétimbi Gomis  | Attaquant | 21                   | 3                |
| 2e         | Florian Thauvin  | Attaquant | 15                   | 1                |
| 3e         | Rémy Cabella     | Milieu    | 6                    | 0                |
| 4e         | Dimitri Payet    | Attaquant | 5                    | 0                |
| 5e         | Morgan Sanson    | Milieu    | 4                    | 0                |
| 5e         | Clinton N'Jie    | Attaquant | 4                    | 0                |
| 5e         | Rolando          | Défenseur | 4                    | 0                |
| 8e         | Maxime Lopez     | Milieu    | 3                    | 0                |
| 9e         | Doria            | Défenseur | 2                    | 0                |
| 9e         | Rod Fanni        | Défenseur | 2                    | 0                |
| 11e        | Patrice Evra     | Défenseur | 1                    | 0                |
| 11e        | Grégory Sertic   | Milieu    | 1                    | 0                |
| 11e        | Zinédine Machach | Milieu    | 1                    | 0                |
| 11e        | Bouna Sarr       | Milieu    | 1                    | 0                |

### Passeurs

#### En Ligue 1
| Classement (club) | Classement (Ligue 1) | Joueur                     | Poste     | Nombre total de passes décisives | ...dont ceux sur coup de pied arrêté | Une passe décisive toutes les ... |
| ----------------- | -------------------- | -------------------------- | --------- | -------------------------------- | ------------------------------------ | --------------------------------- |
| 1er               | 1er                  | Morgan Sanson              | Milieu    | 12                               | 0                                    | 258 min (1er)                     |
| 2e                | 5e                   | Florian Thauvin            | Attaquant | 9                                | 3                                    | 328 min (3e)                      |
| 3e                | 17e                  | Maxime Lopez               | Milieu    | 6                                | 1                                    | 362 min                           |
| 4e                | 50e                  | Rémy Cabella               | Milieu    | 4                                | 0                                    | 392 min                           |
| 5e                | 71e                  | Bafétimbi Gomis            | Attaquant | 3                                | 0                                    | 867 min                           |
| 6e                | 90e                  | Aaron Leya Iseka           | Attaquant | 2                                | 0                                    | 260 min (2e)                      |
| 7e                | 127e                 | Hiroki Sakai               | Défenseur | 2                                | 0                                    | 1506 min                          |
| 8e                | 134e                 | Dimitri Payet              | Attaquant | 2                                | 0                                    | 623 min                           |
| 9e                | 164e                 | Bouna Sarr                 | Milieu    | 1                                | 0                                    | 942 min                           |
| 10e               | 170e                 | Clinton N'Jie              | Attaquant | 1                                | 0                                    | 1027 min                          |
| 11e               | 204e                 | André-Frank Zambo Anguissa | Milieu    | 1                                | 0                                    | 1969 min                          |
| 12e               | 217e                 | William Vainqueur          | Milieu    | 1                                | 0                                    | 2545 min                          |

### Statistiques collectives

#### En Ligue 1
- Meilleur classement : 5e (J29 à 31 / J36 à 38)
- Pire classement : 16e (J2)
- Plus grande série de victoires : 4 (J16 à 19)
- Plus grande série de matchs nuls : 3 (J30 à 32)
- Plus grande série de défaites : 2 (J20-21)
- Plus grande série de matchs sans défaite : 11 (J28 à 38)
- Plus grande série de matchs sans victoire : 3 (J4 à 6 / J10 à 12 / J30 à 32)
- Plus large victoire : 1-5 (contre Caen [J35]) / 4-0 (contre Saint-Étienne [J33]) / 5-1 (contre Montpellier [J22])
- Plus large défaite : 1-5 (contre Paris SG [J27]) / 4-0 (contre Monaco [J14])
- Plus grande série de matchs en marquant au moins un but : 7 (J16 à 22)
- Plus grande série de matchs sans marquer : 2 (J10-11 / J14-15)
- But le plus rapidement marqué par l'OM :   2e (par Florian Thauvin contre Caen [J35])
- But le plus rapidement encaissé :   1re (par Yannis Salibur pour Guingamp [J2])
- But le plus tardivement marqué par l'OM :   90+3e (par Clinton N'Jie contre Nancy [J16]) /   90+3e (par Dimitri Payet contre Saint-Étienne [J33])
- But le plus tardivement encaissé :   90+3e (par Pierrick Capelle pour Angers [J8])
- Joueur de l'OM ayant marqué un doublé : Bafétimbi Gomis (contre Rennes [J6] et Nantes [J25]), Florian Thauvin (contre Angers [J29] et Saint-Étienne [J33]), Maxime Lopez (contre Caen [J35])
- Joueur adverse ayant marqué un doublé : Mario Balotelli (pour Nice [J4]), Ryad Boudebouz (pour Montpellier [J12]), Valère Germain (pour Monaco [J14]), Bernardo Silva (pour Monaco [J20]), Alexandre Lacazette (pour Lyon [J21])
- Joueur de l'OM ayant marqué un triplé : Bafétimbi Gomis (contre Montpellier [J22]), Florian Thauvin (contre Caen [J35])
- Joueur adverse ayant marqué un triplé : aucun
- Rencontre avec le plus de buts marqués par l'OM : 5 (victoire 1-5 contre Caen [J35] / victoire 5-1 contre Montpellier [J22])
- Rencontre avec le plus de buts encaissés : 5 (contre Paris SG [J27])
- Rencontre la plus prolifique en buts : 6 (victoire 1-5 contre Caen [J35] / victoire 5-1 contre Montpellier [J22] / défaite 1-5 contre Paris SG [J27])
- Rencontre la moins prolifique : 0 (contre Toulouse [J1], Lyon [J5], Paris SG [J10], Bordeaux [J11], Saint-Étienne [J15], Lille [J30], Toulouse [J32] et Nancy [J34])

#### Toutes compétitions confondues
- Plus large victoire : 1-5 (contre Caen [L1 J35]) / 4-0 (contre Saint-Étienne [L1 J33]) / 5-1 (contre Montpellier [L1 J22])
- Plus large défaite : 1-5 (contre Paris SG [L1 J27]) / 4-0 (contre Monaco [L1 J14])
- But le plus rapidement marqué par l'OM :   2e (par Florian Thauvin contre Caen [L1 J35])
- But le plus rapidement encaissé :   1re (par Yannis Salibur pour Guingamp [L1 J2])
- But le plus tardivement marqué par l'OM :   111e (par Rémy Cabella contre Monaco [DCF 1/8])
- But le plus tardivement encaissé :   113e (par Thomas Lemar pour Monaco [CDF 1/8])
- Joueur de l'OM ayant marqué un doublé : Bafétimbi Gomis (contre Rennes [L1 J6] et Nantes [L1 J25]), Florian Thauvin (contre Angers [L1 J29] et Saint-Étienne [L1 J33]), Maxime Lopez (contre Caen [L1 J35]) et Rémy Cabella (contre Toulouse [CDF 1/32] et Monaco [CDF 1/8])
- Joueur adverse ayant marqué un doublé : Mario Balotelli (pour Nice [L1 J4]), Ryad Boudebouz (pour Montpellier [L1 J12]), Valère Germain (pour Monaco [L1 J14]), Bernardo Silva (pour Monaco [L1 J20]), Alexandre Lacazette (pour Lyon [L1 J21])
- Joueur de l'OM ayant marqué un triplé : Bafétimbi Gomis (contre Montpellier [L1 J22]), Florian Thauvin (contre Caen [L1 J35])
- Joueur adverse ayant marqué un triplé : aucun
- Rencontre avec le plus de buts marqués par l'OM : 5 (victoire 1-5 contre Caen [L1 J35] / victoire 5-1 contre Montpellier [L1 J22])
- Rencontre avec le plus de buts encaissés : 5 (contre Paris SG [L1 J27])
- Rencontre la plus prolifique en buts : 7 (défaite 3-4 contre Monaco [CDF 1/8])
- Rencontre la moins prolifique : 0 (contre Toulouse [L1 J1], Lyon [L1 J5], Paris SG [L1 J10], Bordeaux [L1 J11], Saint-Étienne [L1 J15], Lille [L1 J30], Toulouse [L1 J32] et Nancy[L1 J34])

## Aspects juridiques et économiques

### Aspects juridiques

#### Organigramme
Le tableau ci-dessous présente l'organigramme de l'Olympique de Marseille pour la saison 2016-2017.
| Fonction                   | Nom                                            |
| -------------------------- | ---------------------------------------------- |
| Président du directoire    | Giovanni Ciccolunghi puis Jacques-Henri Eyraud |
| Directeur sportif          | Gunter Jacob puis Andoni Zubizarreta           |
| Directeur du scouting      | Albert Valentin                                |
| Directeur général adjoint  | Luc Laboz                                      |
| Responsable du recrutement | Jean-Philippe Durand                           |
| Coordinateur sportif       | Louis Vassallucci                              |
| Directeur juridique        | Alexandre Mialhe                               |
| Secrétaire général         | Cédric Dufoix                                  |

| Fonction                                      | Nom                  |
| --------------------------------------------- | -------------------- |
| Directeur de la sécurité                      | Guy Cazadamont       |
| Responsable pôles presse, relations publiques | Élodie Malatrait     |
| Ambassadeur du club                           | Basile Boli          |
| Président de l'association OM                 | Jean-Pierre Foucault |
| Vice-président de l'association OM            | Robert Nazarétian    |

### Autres références
1. ↑  « Saison 2016-17 : les matches de préparation de l’OM », sur om.net, 25 juin 2016 (consulté le 25 juin 2016).
2. ↑  « #OM-Lausanne : Doria, le retour ! », sur ohaime-passion.com, 12 juillet 2016 (consulté le 31 juillet 2023).
3. ↑  « Nicolas Nkoulou a signé à Lyon (officiel) », sur L'Équipe, 29 juin 2016 (consulté le 30 juillet 2016).
4. ↑  « Coupe de France: Steve Mandanda confirme son départ de l'OM », sur L'Express, 22 mai 2016 (consulté le 8 août 2016).
5. ↑  « Passi : « Batshuayi va partir de l'OM » », sur So Foot, 12 mai 2016 (consulté le 8 août 2016).
6. ↑  Loris Belin, « Officiel : Steve Mandanda signe à Crystal Palace », sur Eurosport, 1er juillet 2016 (consulté le 8 août 2016).
7. ↑  Romain Rigaux, « OM : Batshuayi signe à Chelsea ! (officiel) », sur Maxifoot, 3 juillet 2016 (consulté le 8 août 2016).
8. ↑  Khaled Karouri, « Officiel : Henri Bedimo rejoint l’OM ! », sur Footmarcato, 23 juin 2016 (consulté le 8 août 2016).
9. ↑  « L'international japonais Hiroki Sakai signe à l'OM (officiel) », sur L'Équipe, 23 juin 2016 (consulté le 8 août 2016).
10. ↑  « OM : un intermédiaire aurait contacté Frank McCourt pour savoir s'il était vendeur ? », sur lequipe.fr, 14 mai 2020 (consulté le 14 mai 2020).
11. ↑  « Frank H. McCourt nouveau propriétaire de l'OM », sur om.net, 17 octobre 2016.
12. ↑  « Rudi Garcia nommé entraîneur de l'Olympique de Marseille », sur om.net, 20 octobre 2016.
13. ↑  « Andoni Zubizarreta nommé directeur sportif de l'OM », sur om.net, 27 octobre 2016.
14. ↑  « L'Olympique de Marseille annonce l'arrivée de Dimitri Payet », sur om.net, 30 janvier 2017.
15. ↑  « Calendrier de la saison 2016/2017 », sur footballdatabase.eu.
16. 1 2  « Bilan des clubs en Ligue 1 », sur lfp.fr, 24 juin 2016 (consulté le 24 juin 2016).
17. 1 2  « Bilan saison par saison », sur ohaime-passion.com, 24 juin 2016 (consulté le 24 juin 2016).
18. ↑  « Les champions de France depuis 1932/1933 », sur lfp.fr, 24 juin 2016 (consulté le 24 juin 2016).
19. ↑  « Coupe de France - Rencontres par saison », sur om1899.com, 24 juin 2016 (consulté le 24 juin 2016).
20. ↑  « Coupe de la Ligue - Rencontres par saison », sur om1899.com, 24 juin 2016 (consulté le 24 juin 2016).
21. ↑  « Article 510 - Classement » [PDF], sur lfp.fr, 24 juin 2016 (consulté le 24 juin 2016).
22. ↑  « Article 511 - Relégation et repêchage » [PDF], sur lfp.fr, 24 juin 2016 (consulté le 24 juin 2016).
23. ↑  « Classement du fair-play », sur LFP.fr (consulté le 20 mars 2017)
24. ↑  sur om.net
25. ↑  Seule la nationalité sportive est indiquée. Un joueur peut avoir plusieurs nationalités mais n'a le droit de jouer que pour une seule sélection nationale.
26. ↑  Seule la sélection la plus importante est indiquée.
27. ↑  « Le classement des buteurs de Ligue 1 2016-2017 » , sur Ligue1 (consulté le 1er février 2024).